# Barocco inglese
Barocco inglese è un termine che indica lo sviluppo dell'arte, architettura in particolare, in Inghilterra nel periodo di tempo che va dall'epoca di Carlo I sino al XVIII secolo.
Pur assimilabile temporalmente all'epoca barocca nell'Europa continentale, il barocco inglese si distinse per numerosi aspetti, sviluppando un fenomeno artistico diverso e, nel suo genere, unico.
L'architettura inglese dell'età barocca e tardo-barocca si può distinguere in tre periodi:
- Il "palladianesimo" (XVIII secolo);
- Il "classicismo romano" (dal grande incendio di Londra);
- Il "neopalladianesimo".[1]

## Il palladianesimo

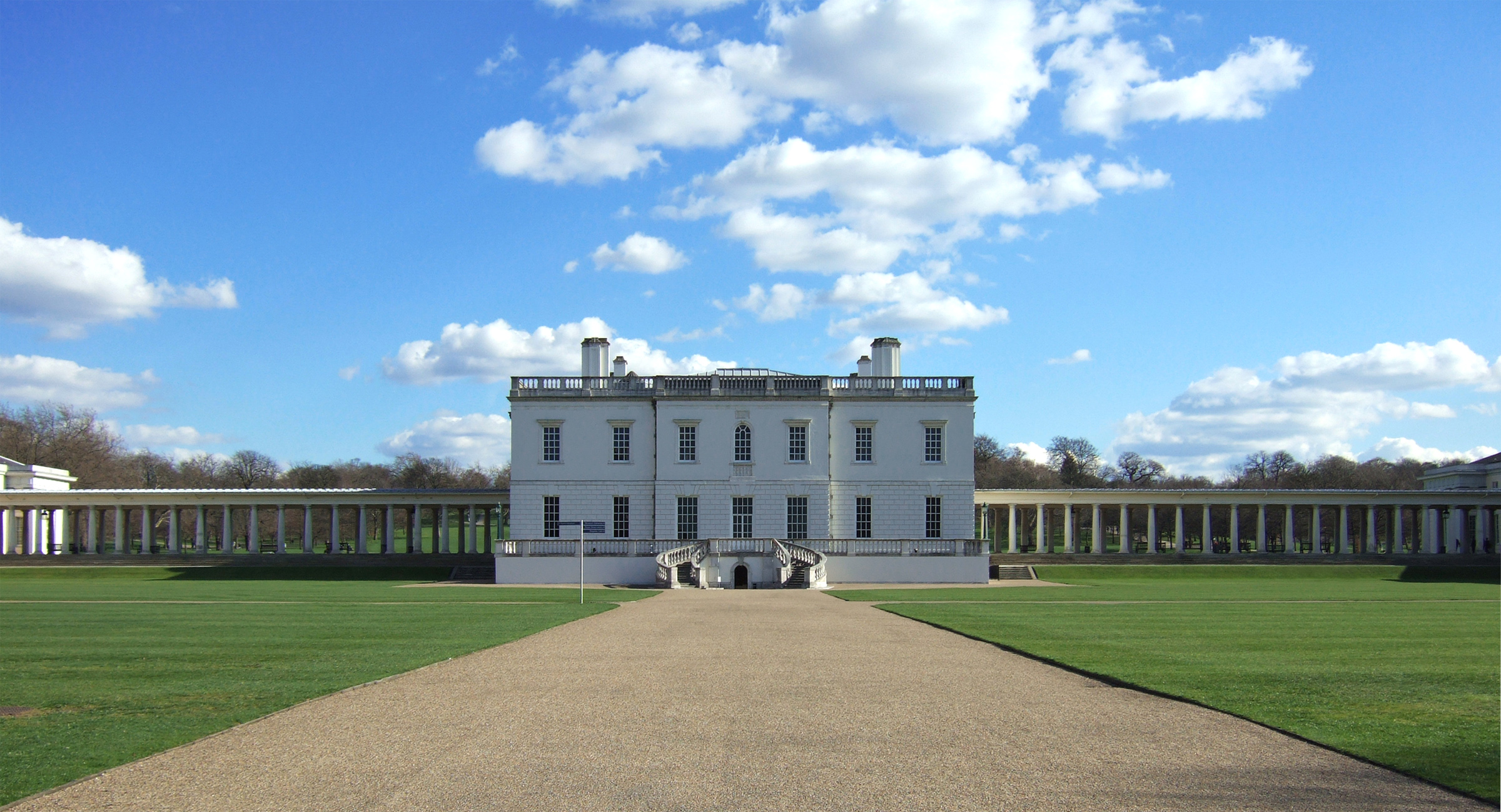
Veduta della Queen's House, presso Greenwich

Inigo Jones (1573-1652) introdusse l'architettura rinascimentale, ed in particolare quella palladiana, in Inghilterra. Figlio di un sarto cattolico di origine gallese, Inigo Jones iniziò i suoi studi come pittore e divenne scenografo e costumista. Chiamato alla corte di Danimarca, lavorò per re Cristiano IV fino al 1605, data in cui tornò in patria. Prima di rientrare a Londra, ebbe tuttavia la possibilità di soggiornare per un periodo in Italia. In Inghilterra entrò al servizio di re Giacomo I e venne nominato architetto di corte. A spingere Giacomo I ad affidargli l'incarico intervenne il fatto che Jones era stato in Italia una seconda volta, tra il 1613 e il 1614, accompagnato dal collezionista Thomas Howard, conte di Arundel. Durante il viaggio i due amici avevano visitato i centri artistici dell'Emilia e del Veneto per poi spostarsi a Firenze e a Roma. Durante il viaggio di ritorno Jones si era fermato a lungo nel vicentino, dove aveva avuto modo di studiare approfonditamente i lavori di Andrea Palladio.
Tornato a Londra, il re gli affidò l'incarico di costruire la Queen's House, presso Greenwich. La residenza, i cui lavori iniziarono nel 1616, venne costruita in un primo tempo per la regina Anna di Danimarca, ma in seguito alla morte di questa e di Giacomo I, il suo successore Carlo I volle donarla alla moglie Enrichetta Maria. I lavori terminarono nel 1635. Il palazzo, su modello delle ville di campagna italiane edificate nel rinascimento, in particolare la Villa medicea di Poggio a Caiano, rappresenta il nuovo orientamento dell'architettura inglese e il distacco dalle forme tardomedievali.

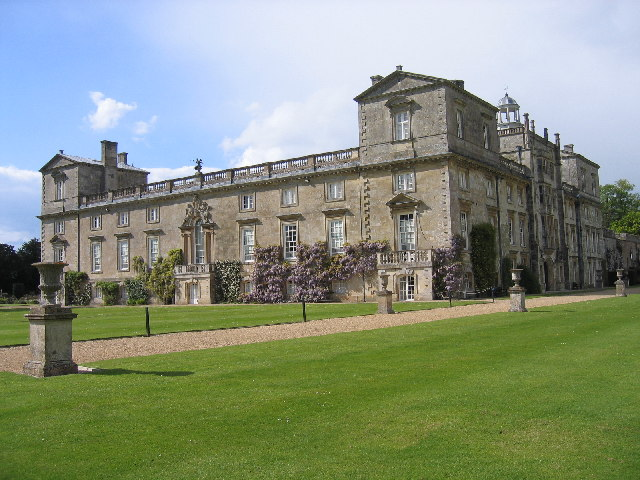
Wilton House, opera di Isaac de Caus

Mentre proseguivano i lavori per la Queen's House, Jones ricevette il suo secondo incarico importante. Nel 1619 il re gli commissionò la costruzione del Palazzo dei Banchetti, nel centro di Londra.
Per la realizzazione del Palazzo, che doveva essere adibito alle feste di corte, Jones si rifece ai progetti di Andrea Palladio e progettò un edificio monumentale. Il palazzo faceva parte del complesso di edifici di Whitehall ed è oggi l'unico rimasto integro. La sala delle feste della Banqueting House venne affrescata da Rubens, su ordine di Carlo I.
Accanto alle commesse provate, Inigo Jones venne scelto anche per la realizzazione di opere pubbliche, come la piazza di Covent Garden.
Gli architetti emergenti dell'epoca erano tutti allievi di Inigio Jones, come Isaac de Caus (1590-1648), o suoi familiari, come John Webb (1611-1672). Isaac de Caus, di origini francesi, è il realizzatore di Wilton House, la residenza di campagna dei conti di Pembroke, edificata in stile veneziano. L'abitazione comprende due grandi sale di rappresentanza dove si trovano alcuni dipinti realizzati all'epoca da van Dyck per il conte di Pembroke. La progettazione di Wilton House fino a qualche tempo fa era attribuita a Inigo Jones mentre oggi si è piuttosto certi della paternità de Caus.
John Webb e Roger Pratt (1620-1684) sono invece noti per la progettazione di ville di campagna commissionate dalla nobiltà dopo il ritorno della monarchia. Webb realizzò il palazzo di re Carlo II presso il Greenwich Hospital, mentre Pratt la residenza di Clarendon House.

## Il classicismo romano

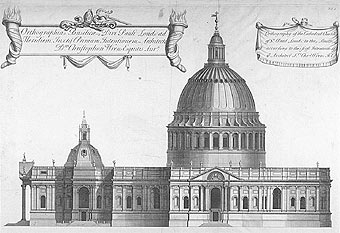
Disegno preparatorio per St. Paul's Cathedral realizzato da Christopher Wren

### La ricostruzione di Christopher Wren
Con lo scoppio della guerra civile e l'instaurazione del Commonwealth sotto la tutela di Oliver e Richard Cromwell, il fervore architettonico che aveva contraddistinto le età di Giacomo I e Carlo I subì una brusca interruzione. Nel clima post rivoluzionario, di impronta chiaramente puritana, lo stile architettonico di Inigo Jones non ebbe spazio: l'assenza di una committenza come quella rappresentata dal sovrano e dai nobili della sua corte interruppe la grande produzione architettonica.
Nel 1660 con il ritorno di Carlo II sul trono, ci fu un rinnovato risveglio delle arti. Con il sovrano sorsero nuove forme dell'arte pittorica, del teatro, della musica e anche dell'architettura, che in questi anni, ritenuti i veri anni del barocco inglese, ottenne i risultati più elevati. Il principale esponente di questo secondo periodo, definito, classicismo romano, fu Christopher Wren (1632-1723). Wren, proveniente da una famiglia realista di studiosi, studiò presso la Westminster School e poi ad Oxford. Conclusi gli studi, gli venne affidata una cattedra di astronomia presso l'università di Londra. Nel 1661 venne chiamato ad Oxford e gli fu affidata la realizzazione delle sue prime due opere architettoniche, il Sheldonian Theatre (1662-1663) e la cappella del Pembroke College (1663-1665). Finiti i lavori ad Oxford partì per una viaggio sul continente; in particolare soggiornò nei Paesi Bassi e in Francia, dove studiò e copiò numerosi progetti di costruzione, tra cui quelli realizzati da Gian Lorenzo Bernini per il Louvre. Durante il soggiorno a Parigi incontrò François Mansart, Louis Le Vau e Bernini. Tornato a Londra, la città fu colpita da una violenta peste seguita da un incendio che distrusse quasi completamente la città: le case distrutte furono 1300, le chiese 88, compresa la cattedrale.

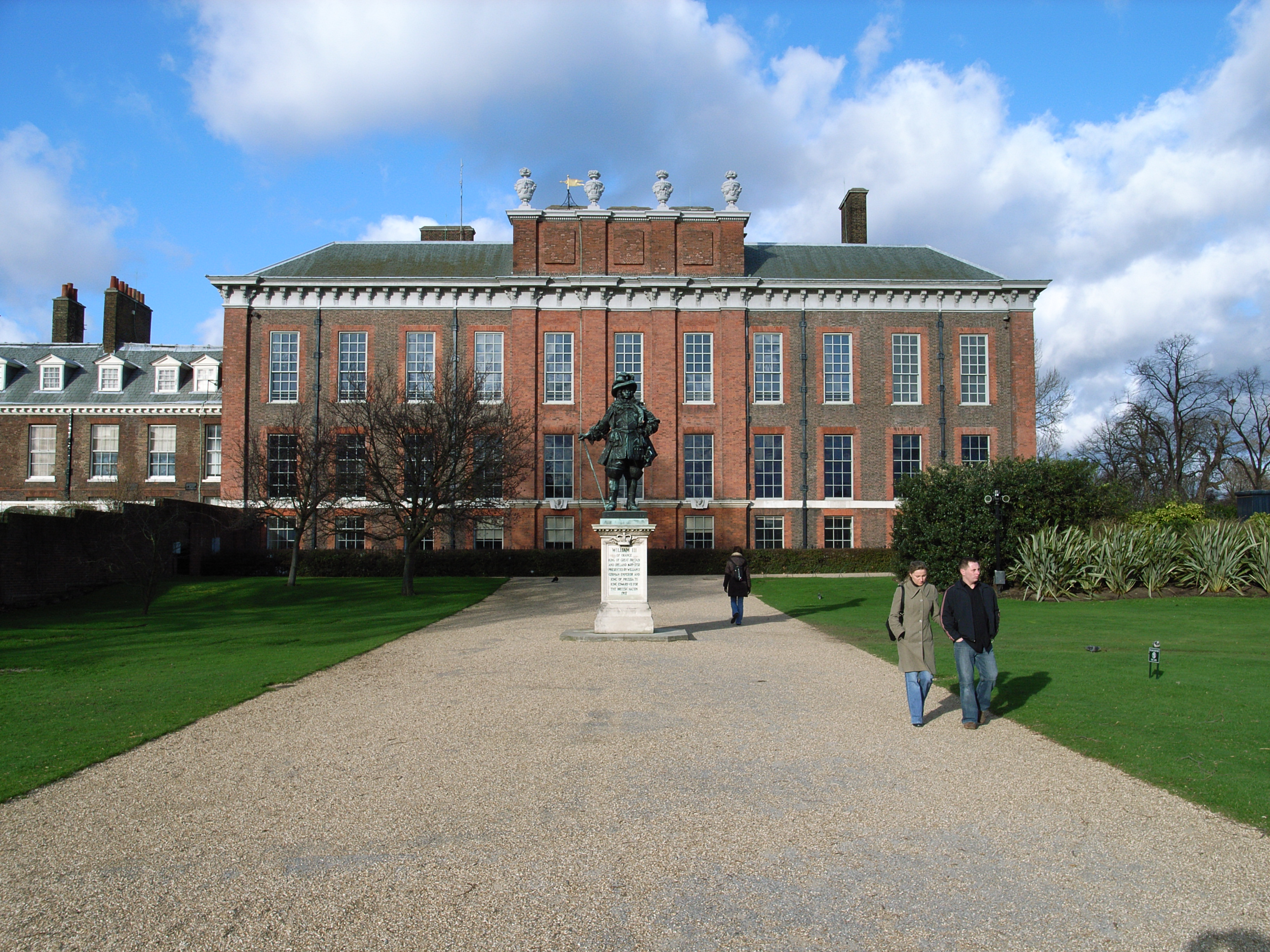
La residenza reale di Kensington Palace, commissionata a Wren da Guglielmo III e da Maria II nel 1690

Carlo II chiese quindi a Wren di riprogettare la capitale: ma i progetti presentati furono ritenuti irrealizzabili. Nondimeno, il re gli affidò la costruzione di 51 chiese e della cattedrale.
St Paul's Cathedral fu progettata da Wren con una unione di stili diversi: la cupola richiama idealmente San Pietro a Roma (pur rifacendosi al tempietto di San Pietro in Montorio di Bramante nella struttura esterna), la facciata principale il Louvre a Parigi. Wren fu un grande realizzatore anche di torri, in cui unì elementi gotici e borrominiani.
Le altre grandi opere di Wren furono la biblioteca del Trinity College di Cambridge, il palazzo di Kensington e il Greenwich Hospital. Per la realizzazione di Kensington Palace, Wren si rifece originariamente ai progetti per la realizzazione del Louvre: il palazzo, che sorge su una precedente abitazione Tudor, si presenta oggi, all'interno e all'esterno, come una unione di elementi di chiara influenza francese, come le finestre, e di assoluta novità, come il contrasto dei colori, bianco e rosso.
Il Royal Hospital Chelsea e il Greenwich Hospital, ospedali riservati a soldati e marinai, si presentano come monumentali edifici di chiara ispirazione barocca francese: modello infatti per entrambi fu l'Hôtel des Invalides, fatto costruire nel centro di Parigi dal re di Francia Luigi XIV.

### Il secondo periodo

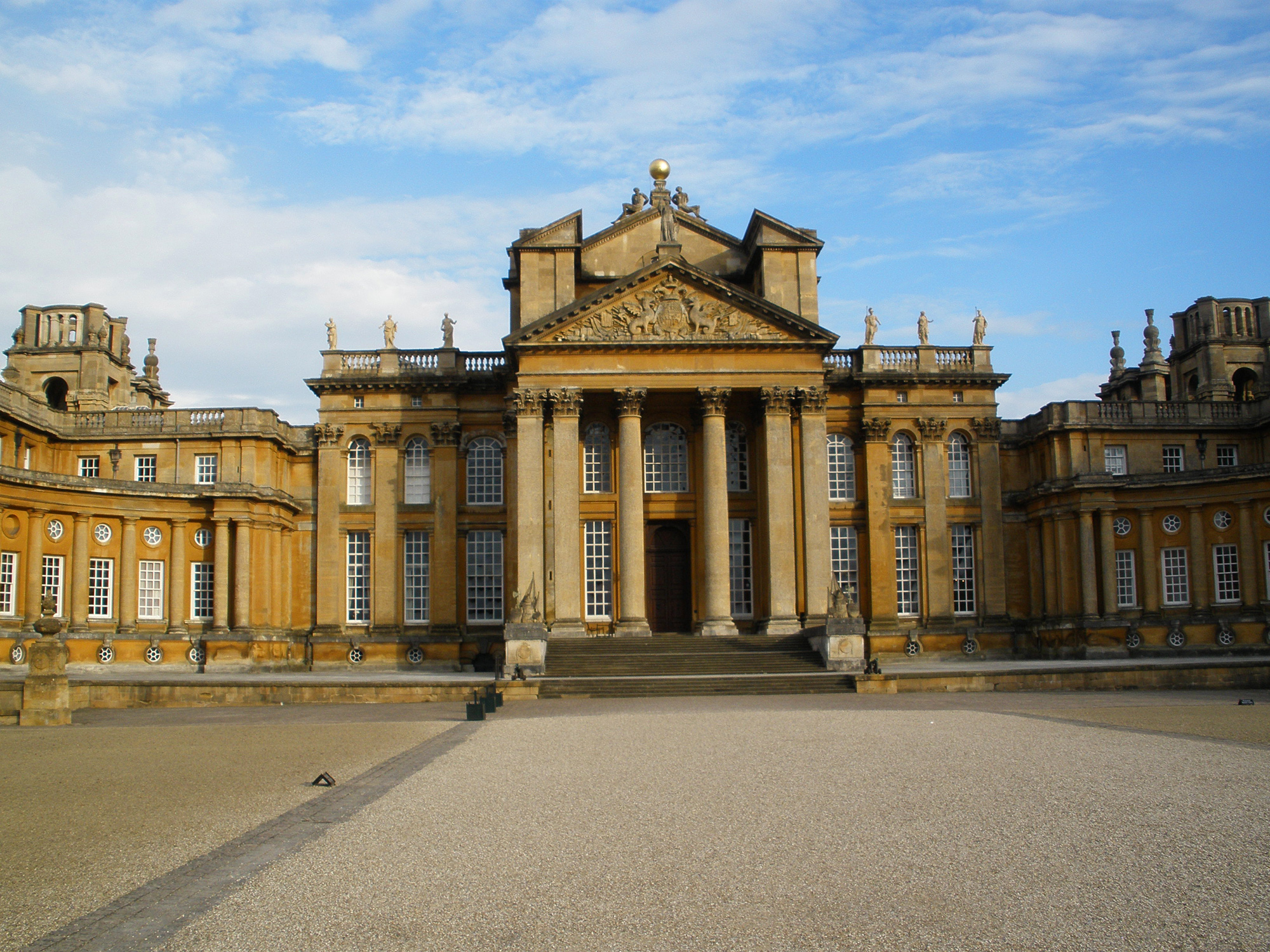
Veduta di Blenheim Palace, realizzato da Vanbrugh e Hawksmoor tra il 1705 e il 1724

Il secondo periodo classico del barocco vede come suoi rappresentanti principali due degli allievi di Wren, John Vanbrugh (1664-1726) e Nicholas Hawksmoor (1671-1736). Essi operarono essenzialmente sotto i regni di Guglielmo III d'Orange, Anna Stuart e Giorgio I Hannover.
Vanburgh, di origini fiamminghe, crebbe in ambienti aristocratici e fu un sostenitore della politica del partito Whig, mentre Hawskmoor, di origini contadine, era uno stuccatore. Nel 1699 entrambi ricevettero l'incarico dal conte di Carlisle di progettare Castle Howard, monumentale casa di campagna nello Yorkshire. L'edificio comprende il palazzo, una scuderia, una cappella e numerosi cortili. Il parco è ricco di elementi architettonici definiti "storici", tra cui obelischi egizi e tempietti greci. Oltre a questi, Hawksmoor si dedicò anche alla realizzazione di un grande mausoleo, che divenne la tomba della famiglia Howard. Il palazzo, di notevole innovazione, stupì i contemporanei per la cupola a tamburo, di carattere romano e religioso. L'altro grandioso progetto dei due architetti fu quello realizzato per Blenheim Palace. Il palazzo, regalo da parte della nazione al duca di Marlborough, vincitore dell'esercito di Luigi XIV durante la battaglia di Blenheim, sorge nell'Oxfordshire e si presenta come un'altra maestosa dimora di campagna. Come Castle Howard, anche Blenheim Palace è un'unione di diversi stili architettonici, anche se in questo caso risulta marcata l'eredità inglese: sono presenti infatti elementi già utilizzati da Inigo Jones per i palazzi londinesi, torri angolari che rimandano all'età elisabettiana e numerose decorazioni echeggianti il medioevo.
I due architetti furono fiancheggiati da molti artisti di fama minore, che contribuirono alla ricostruzione della capitale e alla decorazione dei grande centri universitari come Oxford e Cambridge.